# Roger Brooke Taney
Roger Brooke Taney (Contea di Calvert, 17 marzo 1777 – Washington, 12 ottobre 1864) è stato un avvocato e politico statunitense, che ha servito come quinto Presidente della Corte suprema degli Stati Uniti d'America, ricoprendo tale carica dal 1836 fino alla sua morte nel 1864.
Taney è tristemente noto per aver pronunciato la sentenza di maggioranza della Corte nel caso  Dred Scott contro Sandford, 1857, stabilendo che gli afroamericani non potevano essere considerati cittadini degli Stati Uniti e che il Congresso degli Stati Uniti non poteva vietare la schiavitù nei territori degli Stati Uniti d'America. Prima di entrare a far parte della Corte suprema, Taney ha ricoperto gli incarichi di Procuratore generale e Segretario al tesoro degli Stati Uniti sotto il Presidente Andrew Jackson. È stato il primo cattolico a servire nella Corte suprema.

## Biografia
Taney è nato in una famiglia benestante proprietaria di schiavi nella contea di Calvert, Maryland. È stato eletto alla Camera dei delegati del Maryland come membro del Partito Federalista, ma successivamente si è scontrato con il partito a causa della Guerra anglo-americana del 1812. Dopo essersi schierato con il Partito Democratico-Repubblicano, Taney è stato eletto al Senato del Maryland nel 1816. È emerso come uno degli avvocati più importanti dello Stato ed è stato nominato Procuratore generale del Maryland nel 1827. Taney ha sostenuto le campagne presidenziali di Andrew Jackson nel 1824 e nel 1828 ed è diventato membro del Partito Democratico di Jackson. Dopo un rimpasto del gabinetto di governo nel 1831, il Presidente Jackson ha nominato Taney come suo Procuratore generale. Taney è diventato uno dei membri più importanti del gabinetto di Jackson e ha giocato un ruolo di primo piano nella «guerra delle banche». A partire dal 1833, Taney ha ricoperto l'incarico di Segretario al tesoro ad interim, ma la sua nomina a tale posizione è stata respinta in un secondo momento dal Senato degli Stati Uniti.
Nel 1835, dopo che i Democratici hanno preso il controllo del Senato, Jackson ha nominato Taney per succedere al defunto John Marshall, come Presidente della Corte. È stato il primo di quattro individui nominati da Democratici all'ufficio di Presidente della Corte (seguito da Melville Weston Fuller, Harlan Fiske Stone e Frederick Moore Vinson). Taney ha presieduto uno spostamento giurisprudenziale verso i diritti degli Stati federati, sebbene la sua Corte non abbia respinto l'autorità del Governo federale nella misura che molti critici di Taney hanno temuto. All'inizio degli anni 1850, Taney era ampiamente rispettato e alcuni funzionari eletti guardavano alla Corte suprema per risolvere il dibattito nazionale sulla schiavitù. Nonostante avesse emancipato i suoi schiavi e concesso pensioni a coloro che erano troppo anziani per lavorare, Taney è rimasto indignato dagli attacchi del Nord all'istituzione della schiavitù e ha cercato di utilizzare la sua decisione nel caso Dred Scott per porre fine definitivamente al dibattito sulla schiavitù nel 1857. La sentenza di Taney ha stabilito che gli afroamericani non potevano essere considerati cittadini degli Stati Uniti e che il Congresso non poteva vietare la schiavitù nei territori degli Stati Uniti. Ciò ha profondamente irritato molti nordisti e rafforzato il Partito Repubblicano; il candidato abolizionista del partito, Abraham Lincoln, ha successivamente vinto le elezioni presidenziali del 1860.
Dopo l'elezione di Lincoln, Taney ha simpatizzato con gli Stati federati del Sud e ha incolpato Lincoln per la Guerra civile americana, ma non ha rinunciato alla Corte suprema. Ha fortemente disapprovato l'interpretazione più ampia del potere esecutivo del Presidente Lincoln nella Guerra civile. In  Ex Parte Merryman, 1861, Taney ha stabilito che il Presidente non poteva sospendere l'habeas corpus. Lincoln ha reagito alla sentenza invocando la «non acquiescenza». In seguito, Taney ha cercato di porre George Cadwalader, uno dei generali di Lincoln, in stato di «oltraggio alla corte» ma l'amministrazione Lincoln ha nuovamente invocato la «non acquiescenza» in risposta. Nel 1863, Lincoln ha emesso la Proclama di emancipazione nonostante le sentenze di Taney sulla schiavitù. Taney ha alla fine ceduto, affermando: «Ho esercitato tutti i poteri che la Costituzione e le leggi mi conferiscono, ma quel potere è stato sconfitto da una forza troppo forte per me da superare». Taney è morto nel 1864 e Lincoln ha nominato Salmon Portland Chase come suo successore.
Al momento della propria morte, Taney era ampiamente detestato nel Nord e Lincoln ha declinato di rilasciare una dichiarazione pubblica dopo il decesso del Giudice. Taney continua ad avere una reputazione storica controversa e la sua decisione nel caso Dred Scott è ampiamente considerata la peggiore decisione mai presa dalla Corte suprema degli Stati Uniti d'America.

### Esplicative
1. ↑  lett. "Bank War", una lotta politica che si è sviluppata attorno alla questione del rifinanziamento della Seconda banca degli Stati Uniti d'America durante la presidenza di Andrew Jackson. La vicenda ha comportato la chiusura della Banca e la sua sostituzione con banche di Stati federati.
2. ↑  In diritto, la non acquiescenza (lett. "nonacquiescence") è l’incapacità intenzionale di un ramo del governo di conformarsi in una certa misura alla decisione di un altro.

### Fonti
1. ↑  (EN) Catholics and the Supreme Court, su National Catholic Register. URL consultato il 20 febbraio 2024.
2. 1 2 3 4 5 6 7 8 9 10  (EN) Roger Brooke Taney (1777-1864), su Dickinson College Archives & Special Collections. URL consultato il 20 febbraio 2024.
3. ↑  Simon, p. 14.
4. ↑  Simon, pp. 19-20.
5. ↑  Simon, p. 24.
6. ↑  Simon, pp. 35-36.
7. ↑  Simon, pp. 98-100.
8. ↑  Simon, pp. 121-125.
9. ↑  Simon, pp. 125-130.
10. ↑  Simon, pp. 168–171, 177.
11. ↑  Simon, pp. 194–195, 220–221.
12. ↑  Simon, pp. 189-192.
13. 1 2  (EN) Lincoln and Taney’s great writ showdown, su The National Constitution Center, 28 maggio 2022. URL consultato il 20 febbraio 2024.
14. ↑  Simon, pp. 267-268.
15. ↑  (EN) Kermit Hall, Oxford Companion to the Supreme Court of the United States, Oxford University Press, 1992,  p. 889, ISBN 9780195176612.
16. ↑  (EN) 13 Worst Supreme Court Decisions of All Time, su FindLaw. URL consultato il 20 febbraio 2024.